# Colletes caspicus
Colletes caspicus là một loài Hymenoptera trong họ Colletidae. Loài này được Morawitz mô tả khoa học năm 1874.